# 當田流
當田流（とうだりゅう）は富田流が弘前藩に伝わったもの。
一刀流（梶派一刀流・小野派一刀流・中西派一刀流）、卜伝流と並んで、弘前藩三大剣術流派の一つである。

## 概説
當田流は江戸の剣客、富田甚五郎吉正（當田半兵衛吉正）が弘前に伝えた富田流を改称した流儀である（富に八の字を加えて當田とした）。富田甚五郎吉正は由井正雪の友人であったと言われている。由井正雪の乱の後、母親の勧めで後難を避ける為に弘前に来たという。後に剣術の腕が知られるようになり、弘前藩士の子弟に武術を教授するようになった。以降彼は當田半兵衛吉正と改名、富田流を當田流 とし、浅利伊兵衛に伝えた。
当流は代々弘前に伝わり、弘前藩にて回国修行で伝説的なエピソードを残した浅利伊兵衛均禄、浅利伊兵衛の弟子で、武芸数十流派の免許を得た一戸三之助宗明などの達人を生んだ。弘前藩では明治維新まで家元的立場の浅利家やその他いくつかの師範家で伝承されており、弘前藩三大剣術流派の一つの卜伝流小山家も元々は當田流を伝えていた。また江戸時代には八戸、仙台、秋田等にも伝承があった記録がある。現在でも秋田県内で祭りの棒術として當田流棒術が残っている。
昭和期に浅利家最後の継承者寺山龍夫（旧名 浅利龍夫）を最後に浅利家での伝承は絶えたが、この流儀の剣術と小太刀は弘前に現存し、棒術は寺山氏の直弟子に伝えられ、當田流の剣術と棒術は弘前における武道大会や剣道大会等で演武されている。
また當田流の伝書類はその多くが現存している。また、一部が弘前から散逸した事により、古武道関連書籍に当流の伝書が富田流（戸田流）の伝書として紹介されている事がある。

## 流儀の内容
剣術（中太刀）、小太刀、棒術を含む流派で、流儀の内容は富田流のままであると伝わっている。

実際に、
- 開祖の絵伝書による構えと現在伝わっている構えは同じである。
- 形稽古では（当流では形稽古の事を死合の作法という）源流の中条流や富田流と同じく、打太刀は三尺を超える大太刀を用い、仕太刀がそれより短い中太刀や小太刀を使う。
- 竹刀、防具着用による試合稽古を行わない。

等々、剣術の古態を守っている。

## 形（切組）
表
- 諸上・摺込・合車・合陰・糊付

裏
- 合位・波返・芝返・波割・有二剣

中極
- 外訯（とさばき）七本
- 朽木倒・鎧倒・飛違・鍔摺・柄取・玉簾・踏入・一足不去・蜻蜒・霞変
- 散（ちらし）八本

外に伝刀　拾七本

## 歴代系譜（剣術）
- 流祖　鵜戸大権現ヨリ 當田二十五代 當田清源
- 二代　當田内記
- 三代　當田権右衛門尉
- 四代　當田権太夫吉政
- 五代　當田半兵衛吉正（弘前藩第4代藩主津軽信政の刀鎗師範。以降、弘前藩で伝承）
- 六代　浅利伊兵衛均禄
- 七代　一戸三之助宗明
- 八代　浅利万之助均実
- 九代　浅利清蔵均緒
- 十代　浅利万之助均豊
- 十一代　浅利万之助（清蔵）均政
- 十二代　浅利八郎均虎（浅利龍夫の祖父）
- 十三代　浅利大重
- 十四代　関彦四郎(浅利八郎の弟子。浅利龍夫の剣術の師[6]）
- 十五代　浅利龍夫（寺山龍夫）
- 十六代　竹内大
- 十七代　中嶋繁喜
- 十八代　竹内文隆

## 棒術
弘前藩以外にも、秋田県北部や八戸で伝承されていた記録がある。第二次大戦後は浅利龍夫が弘前での伝承に尽力した。古武道演武会等で表五本、裏五本の形が演武されている。

### 棒術の伝承経緯
『當田流太刀之型 由来・型目録・継承者』にある寺山竜夫が1966年（昭和41年）3月10日、当田流太刀（釼術）を青森県無形文化財に申請したときの控えによると、
「棒については、八戸藩に伝わった経緯については不詳。浅利伊兵衛の名が書かれているところから、津軽藩を経て伝わったことは間違いない。北村益が継承者。昭和九年北村益、船越勝江より習得した。明治の頃には弘前藩には絶えていたと思われる。演武した記録が見当らない。
「短い期間修練したので、八戸市に継承者が現存しているならば(中里氏〉そちらの考えも開きたい。今回は一応、参考資料として添附。演武の型は別の機会にしたい。」
とあり、寺山竜夫が学んだ当時の弘前には棒術は伝わっておらず、八戸で学んだものとある。
ただし実弟である浅利千秋によれば自分は父親の転勤で八戸で生まれたとのこと、父親は伝承しておらず北村益、祖父の弟子である関彦四郎からも棒術を習得したとのことである。
浅利伊兵衛以降の當田流の免許者は何人いて、どこで教授したかあきらかでないので、各地に伝承された系譜も不明な物が多い。「津軽弘前藩の武芸 中巻」で太田尚充は、八戸藩に伝わった當田清見流棒術の1891年（明治24年）の伝書の伝系を紹介している。それによると、浅利伊兵衛までは同じであり、その後は
- 斎藤弥五兵衛尉
- 鈴木長左衛門
- 大関大弥太
- 小山勇
- 遠藤多七郎
- 太田喜満多
- 佐藤萬次郎
- 前田武
- 三上正淳

となっている。ただし、この系統が寺山龍夫が八戸で北村益らから学んだ系統と同じかは不明である。
棒の長さ、捌き、鍛錬法は総合武術である當田流独特なもので口伝による極意は、型演武することはできない。

## 歴代系譜（棒術）
- 流祖　鵜戸大権現ヨリ 當田二十五代 當田清源
- 二代　當田内記
- 三代　當田権右衛門尉
- 四代　當田権太夫吉政
- 五代　當田半兵衛吉正（弘前藩第4代藩主津軽信政の刀鎗師範。以降、弘前藩で伝承）
- 六代　浅利伊兵衛均禄
- 七代　一戸三之助宗明
- 八代　浅利萬之助均実
- 九代　浅利清蔵均緒
- 十代　浅利萬之助均豊
- 十一代　浅利萬之助（清蔵）均政
- 十二代　浅利八郎均虎（浅利龍夫の祖父）
- 十三代　関彦四郎(浅利八郎の弟子。浅利龍夫の剣術の師）
- 十四代　浅利龍夫（寺山龍夫）　注（浅利大重は棒術は習得せず）
- 十五代　清水宏二